# (35744) 1999 GF30
1999 GF30 (asteroide 35744) é um asteroide da cintura principal. Possui uma excentricidade de 0.09052570 e uma inclinação de 2.86975º.
Este asteroide foi descoberto no dia 7 de abril de 1999 por LINEAR em Socorro.